# 朗四縣

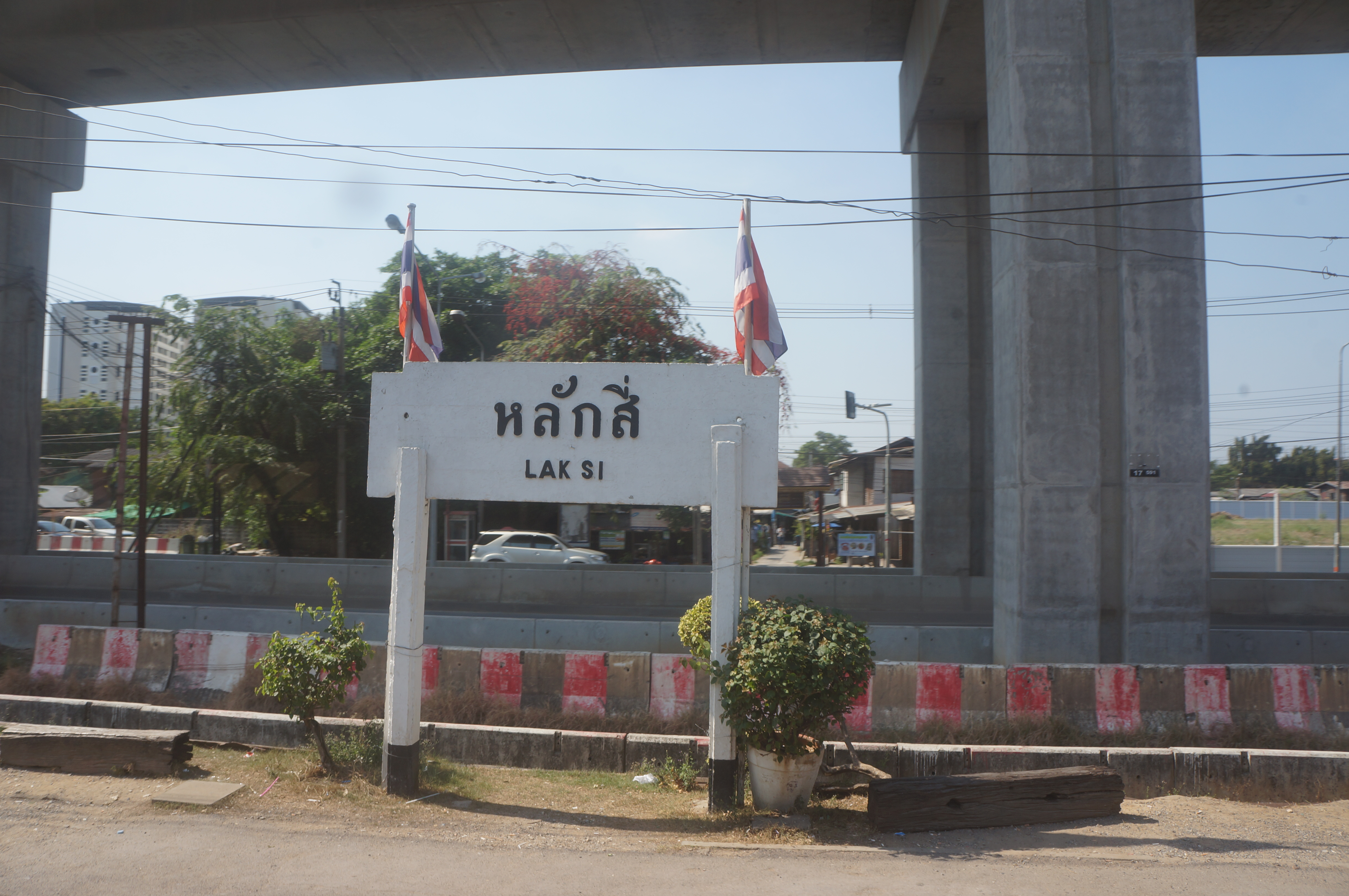
朗四縣车站

朗四縣是泰國首都曼谷轄下的50個區之一。朗四縣總面積22.841平方公里。

## 概述
根據泰國官方於2017年所作的人口調查數據顯示：居住於朗四縣的總人口數量為104701人。朗四縣的人口密度為每平方公里4,583.90人。
朗四這個名字的意思是“第四個里程碑”，朗四縣於1997年11月21日成為一個縣。